# Блекберн
Блекберн (енгл. Blackburn) је град у Уједињеном Краљевству у Енглеској. Према процени из 2007. у граду је живело 106.451 становника.

## Становништво
Према процени, у граду је 2008. живело 106.451 становника.
| 1981.   | 1991.   | 2001.   |
| ------- | ------- | ------- |
| 109.564 | 105.994 | 105.085 |

## Партнерски градови
- Алтена
- Péronne